# Махов, Николай Фёдорович

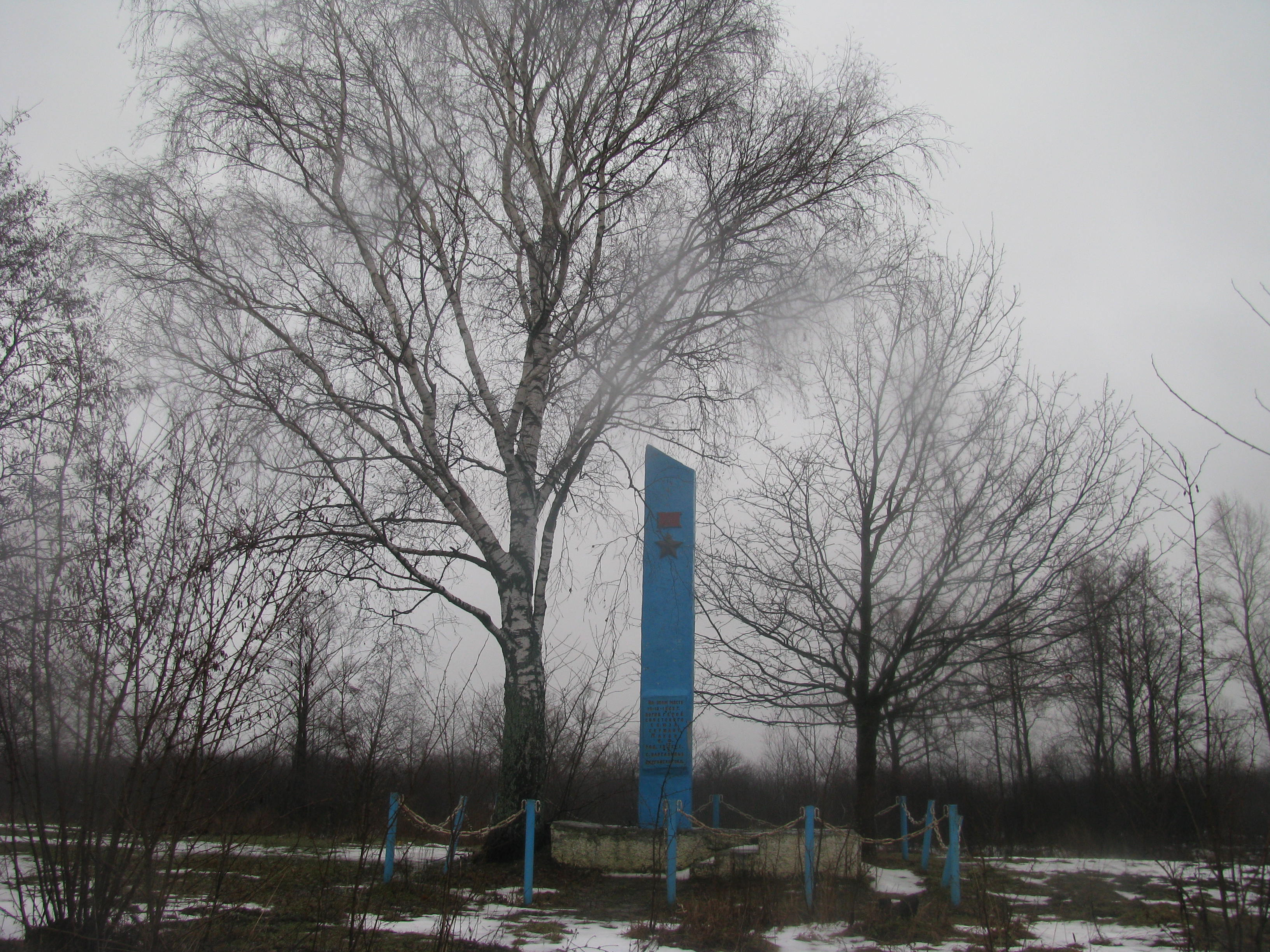
Памятник у д. Жиличи, на месте гибели Героя.

Николай Фёдорович Махов (3 марта 1921, Каргаполье, Екатеринбургская губерния — 18 октября 1943, Жиличи, Полесская область) — гвардии сержант Рабоче-крестьянской Красной Армии, участник Великой Отечественной войны, Герой Советского Союза (1944).

## Биография
Николай Фёдорович Махов родился 3 марта 1921 года в крестьянской семье в селе Каргаполье Каргапольской волости Шадринского уезда Екатеринбургской губернии, ныне рабочий посёлок — административный центр  Каргапольского муниципального округа Курганской области.
Окончил Каргапольскую начальную школу и Вороновскую ШКМ, продолжил учёбу в Мехонской девятилетней школе. В 1936 году поступил в Чашинский молочно-технологический техникум.
В 1939 году, после окончания техникума, Николай Фёдорович получил направление на работу технологом-маслоделом на Сорокинский маслозавод Омского маслопрома (ныне Сорокинский район Тюменская область).
С 1942 года член ВЛКСМ.
15 августа 1942 году Махов был призван на службу в Рабоче-крестьянскую Красную Армию Каргапольским РВК Челябинской области. С мая 1943 года — на фронтах Великой Отечественной войны, командовал стрелковым отделением 9-й стрелковой роты 237-го гвардейского стрелкового полка 76-й гвардейской стрелковой дивизии 61-й армии Центрального фронта. Отличился во время освобождения Черниговской области Украинской ССР.
В ночь на 10 августа 1943 года 237-й гвардейский стрелковый полк выведен из зоны боевых действий на формирование, а 26 сентября 1943 года вышел к реке Днепр севернее села Мысы Репкинского района Черниговской области Украинской ССР. В ночь на 27 сентября полк (1845 чел.) начал форсирование Днепр. Изыскав средства переправы Махов со своим отделением первым переправился на западный берег Днепра, выбил превосходящие силы противника с первой линии обороны, тем самым обеспечил плацдарм для высадки переправляющихся подразделений. Он организовал переправу и в течение 4-х часов переправил на лодках 120 чел. с вооружением и боеприпасами. 1 октября переправа всех подразделений была завершена, 2 октября начаты попытки форсировать протоки Старый Днепр и Госканава. В ночь с 8 на 9 октября полк выведен из зоны боевых действий, сдав позиции 415-й стрелковой дивизии; с 27 сентября по 10 октября полк потерял убитыми 171 чел., ранеными 525 чел.
16 и 17 октября 237-й гвардейский стрелковый полк вёл бой за высоту 122,0, расположенной к северо-востоку от деревни Жиличи; потеряв 39 чел. убитыми и 206 чел. ранеными успеха не имел. В ночь на 18 октября высота была взята, потери составили 7 чел. убитыми и 74 чел. ранеными. 18 октября 1943 года во время боя за расширение плацдарма Махов был окружён вражескими солдатами и был вынужден сражаться врукопашную. Ему удалось убить трёх немецких солдат, но в том бою погиб и он сам. Похоронен в 300 м юго-восточнее деревни Жиличи Маложинского сельсовета Брагинского района Полесской области Белорусской ССР (во время оккупации деревня входила в Брагинский округ (укр. Брагінський ґебіт) Генерального округа Житомир (укр. Генеральна округа Житомир) Рейхскомиссариата Украина)), ныне сельсовет и район входят в Гомельскую область Республики Беларусь.
В ночь на 21 октября 1943 года 237-й гвардейский стрелковый полк выведен из зоны боевых действий, сдав позиции 1183-му стрелковому полку.
Указом Президиума Верховного Совета СССР «О присвоении звания Героя Советского Союза генералам, офицерскому, сержантскому и рядовому составу Красной Армии» от 15 января 1944 года за «образцовое выполнение боевых заданий командования по форсированию реки Днепр и проявленные при этом мужество и героизм» гвардии сержант Николай Махов посмертно был удостоен высокого звания Героя Советского Союза. Также посмертно был награждён орденом Ленина.
В 1957 году было принято решение о перезахоронении останков. В Жиличи приехали поисковики, которые знали приблизительное место гибели. Точное место смерти подсказала бабушка из деревни. Могила — это просто землянка, вход которой был закрыт и завален землёй. Николая Федоровича нашли вместе с девушкой, вероятнее всего, медсестрой. Перезахоронен в посёлке Брагин Брагинского района Гомельской области Белорусской ССР, ныне Республика Беларусь.

## Награды
- Герой Советского Союза, 15 января 1944 года[5][6][7][8]
  - Орден Ленина
  - Медаль «Золотая Звезда»

## Память
- В честь Махова названа улица в его родном посёлке Каргаполье Курганской области[2].
  - На улице установлены памятные знаки.
- 8 мая 1965 года постановлением Совета Министров РСФСР Каргапольской средней школе было присвоено имя Героя Советского Союза Махова Николая Федоровича.
  - 23 марта 2015 года Каргапольской районной Думой было вынесено решение о присвоении МКОУ «Каргапольская средняя общеобразовательная школа № 4» имени Героя Советского Союза Николая Федоровича Махова[9]. Школа создана 21 января 1994 года.
- Имя Героя присвоено средней школе в посёлке Брагин Гомельской области Республики Беларусь.
- Памятник в Жиличи Гомельской области Республики Беларусь.
- Традиционный междугородний турнир по греко-римской борьбе среди школьников, посвященный памяти Героя Советского Союза Николая Федоровича Махова, проводится в пгт Каргаполье[10]. В 2019 году состоялся 51-й турнир.

## Семья
Отец Фёдор Махов, мать Анна Афанасьевна.